# Eva Remaeus
Eva Remaeus (13 de febrero de 1950 - 29 de enero de 1993) fue una actriz de nacionalidad sueca, conocida por trabajar en el programa televisivo infantil Fem myror är fler än fyra elefanter.

## Biografía
Su nombre completo era Eva Britt Remaeus, y nació en Lund, Suecia. Criada en Malmö, sus padres eran Gösta Remaeus y Stina Wihlborg. Cursó estudios en la Universidad de Lund entre 1969 y 1972, y asistió a la Statens scenskola de Malmö desde 1973 a 1974
Remaeus se hizo conocida por su papel de Eva en el programa infantil televisivo Fem myror är fler än fyra elefanter, actuando junto a Magnus Härenstam y Brasse Brännström. Sin embargo, también fue actriz cinematográfica, protagonizando la cinta Sven Klangs kvintett y participando, entre otros, en el film policíaco de Bo Widerberg Mannen på taket. Igualmente, formó parte del grupo de intérpretes del Teatro Oktober entre 1972 y 1980. De nuevo en su faceta televisiva, fue presentadora del programa Världsmagasinet, emitido por Sveriges Television. 
En el año 1977 se sumó a la iniciativa teatral llamadaTältprojektet. También integró el grupo musical Wiwili y fue muy activa trabajando a favor de los derechos humanos, siendo partícipe en la recogida de fondos para la construcción de una escuela en Nicaragua que lleva su nombre.
Estuvo casada entre 1982 y 1991 con el actor Jan Jönson (nacido en 1947), con el cual tuvo una hija, Jovanna Remaeus Jönson (nacida en 1982), y que también trabaja en el cine, el teatro y la televisión, pues fue escenógrafa de la serie Thicker Than Water.
Eva Remaeus falleció en 1993 a causa de un tumor cerebral en la isla de Gran Canaria, España. Fue enterrada en el Cementerio de la Iglesia de Lovö, en el Municipio de Ekerö.

## Filmografía
- 1976 : Sven Klangs kvintett
- 1976 : Mannen på taket
- 1978 : Tältet
- 1980 : Prins Hatt under jorden
- 1983 : Katy
- 1988 : Det är långt till New York
- 1988 : Xerxes

## Teatro
- 1980 : La ópera de los tres centavos, de Bertolt Brecht y Kurt Weill, dirección de Lars Göran Carlson, Parkteatern[7]
- 1984 : Cabaret, de John Kander, Fred Ebb y Joe Masteroff, dirección de Georg Malvius, Örebro länsteater[8]
- 1984 : Två herrars tjänare, de Carlo Goldoni, dirección de Alfred Meschnigg, Örebro länsteater[9]